# Gary Ross
Gary Ross (Los Angeles, 3 novembre 1956) è un regista, sceneggiatore, produttore cinematografico e scrittore statunitense.
È conosciuto principalmente per i suoi lavori da sceneggiatore in pellicole come  Big, Dave - Presidente per un giorno e Seabiscuit - Un mito senza tempo, grazie ai quali ha ottenuto tre candidature ai Premi Oscar.

## Biografia
Nato nel 1956 e figlio del noto sceneggiatore Arthur A. Ross (Il mostro della laguna nera), da alcuni anni è sposato con la produttrice Allison Thomas.

### Carriera
Nel 1989 la sua sceneggiatura per Big, ha ottenuto una nomination all'Oscar nella categoria Miglior sceneggiatura e vinto un Saturn Award. Nel 1993 il suo lavoro in Dave - Presidente per un giorno ha corso per l'Academy Awards alla migliore sceneggiatura originale. Nel 1998 esordisce alla regia con Pleasantville, una commedia fantastica interpretata da Tobey Maguire e Reese Witherspoon, che viene candidata a ben tre premi Oscar e con il quale ottiene una nomination ai Saturn Award nella categoria miglior sceneggiatura.
Dopo alcuni anni di pausa, nel 2003 ha diretto e sceneggiato il film biografico Seabiscuit, il quale ha ottenuto sette nomination alla 76ª edizione della cerimonia di premiazione degli Oscar, oltre a essere stato uno dei campioni di incasso al box office americano dell'estate 2003. Nel 2012 ha firmato la regia di Hunger Games, tratto dall'omonimo romanzo di fantascienza di Suzanne Collins. Nel 2016 dirige Free State of Jones, un dramma sulla guerra civile americana con protagonista Matthew McConaughey. Nel 2018 dirige Ocean's 8, spin-off della trilogia Ocean's, con Sandra Bullock, Cate Blanchett, Rihanna, Sarah Paulson, Helena Bonham Carter e Anne Hathaway.

## Filmografia

### Regista
- Pleasantville (1998)
- Seabiscuit - Un mito senza tempo (Seabiscuit) (2003)
- Hunger Games (2012)
- Free State of Jones (2016)
- Ocean's 8 (2018)

### Sceneggiatore
- Big (1988)
- Campione per forza (Mr. Baseball) (1992)
- Dave - Presidente per un giorno (Dave) (1993)
- Pleasantville (1998)
- Seabiscuit - Un mito senza tempo (Seabiscuit) (2003)
- Le avventure del topino Despereaux (The Tale of Despereaux) (2008)
- Hunger Games (2012)
- Free State of Jones (2016)
- Ocean's 8 (2018)

### Produttore
- Ancora più scemo (Trial and Error) (1997)
- Pleasantville (1998)
- Seabiscuit - Un mito senza tempo (Seabiscuit) (2003)
- Le avventure del topino Despereaux (The Tale of Despereaux) (2008)
- Free State of Jones (2016)